# 昆欄樹
昆欄樹（学名：Trochodendron aralioides），別名：雲葉、烏松仔、水柯仔、水柯、鳥樆、鳥黐、山車、山豬肉
昆欄樹為開花植物，是昆欄樹屬底下唯一尚存的物種，其他屬於昆欄樹屬之物種已經滅絕。過去昆欄樹科底下也僅有此屬，但現在植物學家將水青樹屬也分入昆栏树科。原產於臺灣、日本、南韓。

## 型態
昆欄樹為常綠闊葉樹，樹高約介於5-25公尺之間。全株無毛。
葉深綠色，革質，廣卵形或披針狀橢圓形，長5-14公分，寬2.5-8公分，基部圓至鈍，先端漸尖至尾狀，葉下半部(近基部)全緣，上半部(近先端)細圓鋸齒，側脈5-7條，葉柄粗短，2-9公分。
花序為總狀排列之聚繖花序，10-20朵花著生，花序長5-13公分，花徑1.5-1.8公分，黃綠色，無花被，雄蕊多數，排列成3-5輪包圍心皮，心皮5-10枚，1輪。成熟蓇葖果徑0.4-1公分。

## 演化
昆栏树科(昆欄樹、水青樹)的植物缺乏導管，而一般被子植物都具有導管和假導管所構成的木質部。一般認為缺乏導管是較為原始的特徵，因此早先植物學家認為昆欄樹科植物為演化初期的被子植物類群，但APG的分子證據顯示昆欄樹科並非原始的被子植物類群，其缺乏導管之特徵為二次演化之結果，並非初級演化之特徵。

## 生長環境
台灣的昆欄樹主要分布於1000公尺以上之中海拔霧林帶，但位於北部陽明山區之族群有北降至800公尺的現象。琉球群島的昆欄樹主要生長於低海拔之山溝溪澗，甚至是河口。日本的昆欄樹主要分布於南方，和琉球群島相同，生長於潮濕的溪溝。由台灣、琉球、日本的分布環境可知，昆欄樹主要生長於濕度高的環境中。

## 分布
昆欄樹主要分布於台灣、日本、琉球群島，韓國濟州島也有少量分布。中國遼寧省的始新世岩層中曾經發現昆欄樹近緣種化石，由此可知，雖然現今昆欄樹只分布於東亞某些島嶼上，但過去第三紀時期昆欄樹類群的分佈應較為廣泛。

## 其他
在台灣，由於昆欄樹喜生長於霧林帶，因此又稱為「雲葉」或「雲葉樹」。另外，其蓇葖果外型如車輪，因此日本人將其稱為「山車」。昆欄樹的木材組織主要為管胞，並且由木質線組成美麗之紋理，適合作為小型工藝品之用材。